# Tipula differta
Tipula differta är en tvåvingeart som beskrevs av Alexander 1956. Tipula differta ingår i släktet Tipula och familjen storharkrankar. Inga underarter finns listade i Catalogue of Life.